# Demilich
Demilich (произносится как «деми-лик») — финская дэт-метал-группа, образованная в начале 1990-х годов и состоящая из фронтмена Антти Бомана, гитариста Аки Хитёнена, басиста Вилле Койстинена и барабанщика Микко Вирнеса. Название группы взято из вселенной Dungeons & Dragons, где существует монстр с аналогичным названием — «Демилич» (англ. Demilich). Их дебютный альбом Nespithe (1993) включает замысловатые дэт-металлические риффы с необычно низким гортанным вокалом в штробас-регистре. Альбом содержит длинные, сложные названия песен и нетрадиционные тексты, которые закодированы в буклете.
Nespithe был упомянут в специальном выпуске Terrorizer «Secret History of Death Metal», где журнал указал альбом в списке «40 альбомов, которые вы должны услышать». Они прокомментировали: «Даже попытка вырвать легкие во время рвоты смесью хаггиса, устаревшего козьего сыра и шашлыка не подойдет. Тщательно протестированные научной группой Terrorizer, теперь мы можем с уверенностью сказать, что ни один нормальный человек не способен воспроизвести это вокальное безумие, продемонстрированное Антти Боманом на этом единственном в роде, уникальном альбоме финнов».
Demilich отыграли то, что считалось их последним шоу, 22 июля 2006 года, но с тех пор выступили и со многими другими выступлениями, включая выступления на музыкальном фестивале Jalometalli Metal Music Festival и Maryland Deathfest.

## История
Demilich была основана в 1990 году гитаристом/вокалистом Антти Боманом и барабанщиком Микко Вирнесом, создав уникальное авангардное звучание техничного дэт-метала с чрезвычайно низким вокальным регистром. Demilich записали четыре демозаписи (некоторые из которых содержат повторно использованный материал из предыдущих демо) перед тем, как в 1993 году создать свой дебютный альбом, Nespithe. Группа распалась вскоре после выпуска альбома из-за проблем с их лейблом и прибылей от альбома. Demilich оставались бездействующими до 2005 года, когда они реформировались и начали давать живые выступления, а также писать новый материал. Этот материал был выпущен только в 2014 году. В 2006 году Demilich отыграли своё, как это предполагалось, последнее выступление, но в последующие годы выступали с разовыми концертами.
Сборник 20th Adversary of Emptiness содержит все, что Demilich когда-либо записывали, начиная с демо Regurgitation of Blood (1991) и заканчивая тремя песнями, записанными группой во время своего краткого возвращения в 2006 году. Их единственный полноформатный альбом Nespithe был переиздан несколько раз на протяжении многих лет в разных версиях, но всегда с использованием низкокачественных 16-битных мастеров-дисков и иногда его громкость на них увеличивалась до полной неразборчивости. Для этого альбома группа нашла оригинальные немастерингованные 24-битные студийные ленты Nespithe и наилучшие возможные источники демо-материала, а затем попросила Сами Ямсена из Studio Perkele провести тщательный мастеринг этих оригинальных миксов.

## Состав
- Антти Боман — вокал, гитары (1990—1993, 2005—2006, 2010, 2014-настоящее время)
- Микко Вирнес — ударные (1990—1993, 2005—2006, 2010, 2014-настоящее время)
- Аки Хютёнен — гитары (1990—1993, 2005—2006, 2010, 2014-настоящее время)
- Яркко Луомайоки — бас-гитара (2014-настоящее время)

### Бывшие участники
- Юсси Терясвирта — бас-гитара (1990—1992)
- Вилле Койстинен — бас-гитара (1992—1993)
- Томми «Corpse» Хоффрен — бас-гитара (2005—2006, 2010)

## Дискография

### Студийные альбомы
- Nespithe (1993)

### Демо
- Regurgitation of Blood (1991)
- The Four Instructive Tales… of Decomposition (1991)
- …Somewhere Inside the Bowels of Endlessness… (1992)
- The Echo (1992)

### Компиляции
- 20th Adversary of Emptiness (2014)
- Em9t2ness of Van2s1ing / V34ish6ng 0f Emptiness (2018)